# 斯特凡大公村鄉 (瓦斯盧伊縣)
46°43′N 27°38′E / 46.717°N 27.633°E
斯特凡大公村鄉（羅馬尼亞語：Comuna Ștefan cel Mare, Vaslui），是羅馬尼亞的鄉份，位於該國東北部，由瓦斯盧伊縣負責管轄，面積49平方公里，海拔高度108米，2007年人口3,467，人口密度每平方公里71人。